# Rezesfejű mokaszinkígyó
A rezesfejű mokaszinkígyó (Agkistrodon contortrix) a hüllők (Reptilia) osztályának a pikkelyes hüllők (Squamata) rendjéhez, ezen belül a viperafélék (Viperidae) családjához és a gödörkésarcú viperák (Crotalinae) alcsaládjához tartozó faj.

## Élőhelye
Észak-Amerikában nagyon elterjedt. New Englandtől Texasig és Mexikó északkeleti része. Furcsa módon Floridában nem találkozhatunk vele. Félsivatagok, erdők, füves területek, sziklás hegyoldalak és mocsarak lakója.
Ha teheti gyakran tartózkodik víz közelében.

## Életmódja
Nem szereti a nagy meleget, hűvös időben nappal is vadászik, de általában inkább éjszaka aktív. 
Rejtőzködő életmódot folytat, félénk, kerüli az összetűzést más élőlényekkel. Veszély esetén, vagy zsákmányra lesve, mozdulatlanná dermed, kitűnő rejtőszíne miatt ritkán veszik észre. A fiatal egyedeknek élénksárga farokvégük van, melyet mozgatva odacsalják a gyíkokat, békákat, hogy elkaphassák őket. Felnőttkorukra színük kifakul, ekkorra már a vadászmódszerük is megváltozik. Ha megzavarják, farkát rezegtetni kezdi, zörgő hangot adva ki vele, különösen olyan helyeken ahol száraz avarral, fahánccsal érintkezik.

## Megjelenése

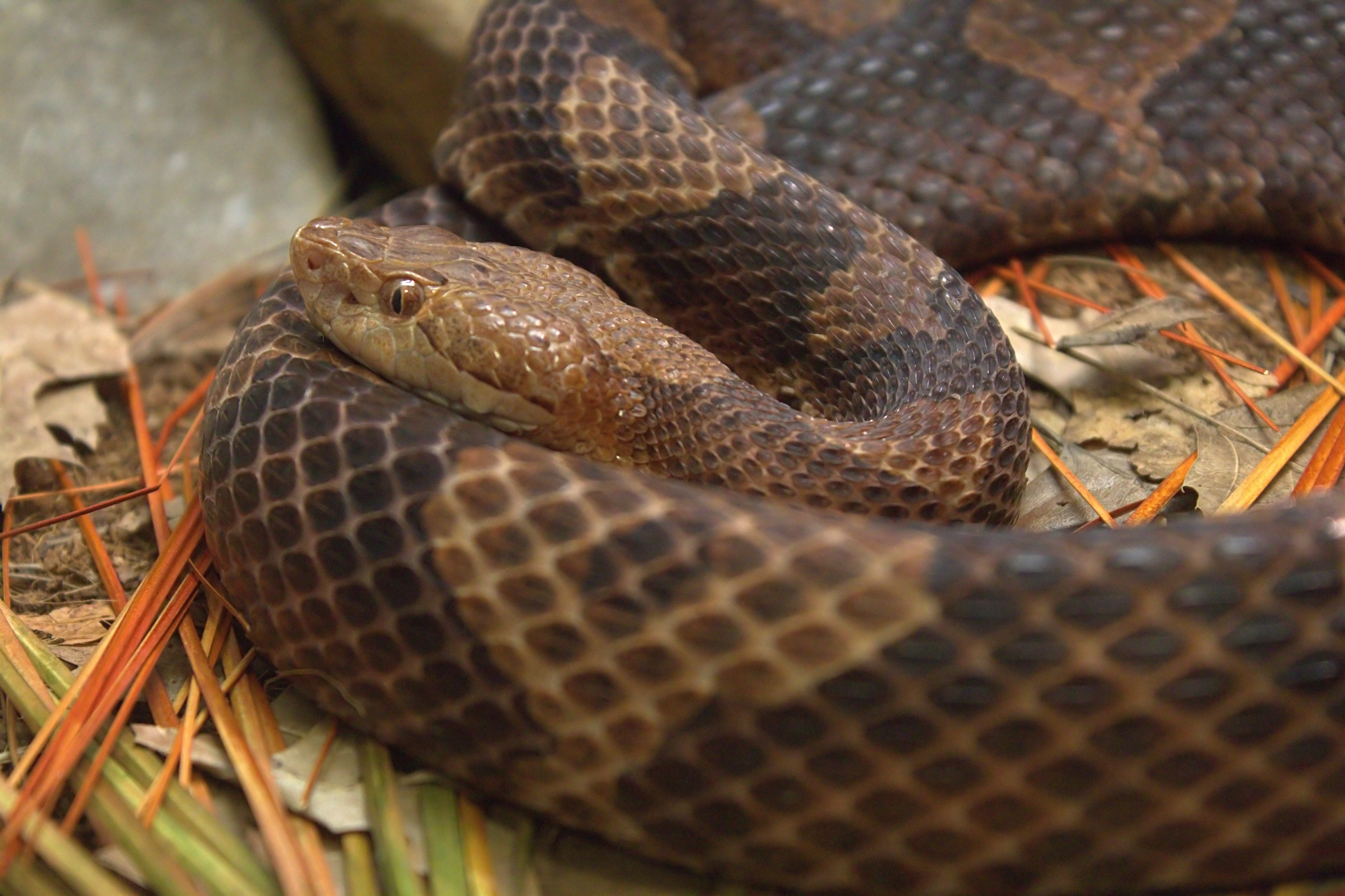

Rövid, általában 50–80 cm testhosszúságú, de találtak már 130 cm-es példányokat is. Pikkelyei fénytelenek, ez is segíti a jó álcázásban. Színei sokfélék, gesztenyebarna, sárgásbarna, szürke, narancssárga kombinációból álló mintázat. A sávok színe változó, de minden esetben eltér az alapszíntől. A sötét keresztsávok a test oldala felé kiszélesednek. A foltok általában szimmetrikusak a test két oldalán, de néha elcsúszás, széttöredezés látható. Nyaka, a széles fejhez képest feltűnően vékony, orra felálló. Közepesen nagy szeme és függőleges pupillája van. A szem mögött elhelyezkedő méregmirigyek miatt a fej nagyon széles, lapos, a test többi részével ellentétben majdnem egyszínű, csak egy vékony sötétebb vonal választja el a rézszínű fejtetőt a szájtól. Nevét is rézszínű fejéről kapta. A fej hátsó részén két kicsi sötét pont látható.
Fején két oldalt jól láthatóak a hőérzékelő gödörszervek. Ezek a kis mélyedések olyanok, mintha több orrlyuka lenne a kígyónak.

## Tápláléka
Békák, madarak, gyíkok és kisemlősök.

## Szaporodása
Elevenszülő, egyszerre általában 5-8 ivadéka születik, de 2 és 18 is előfordulhat.

## Mérge

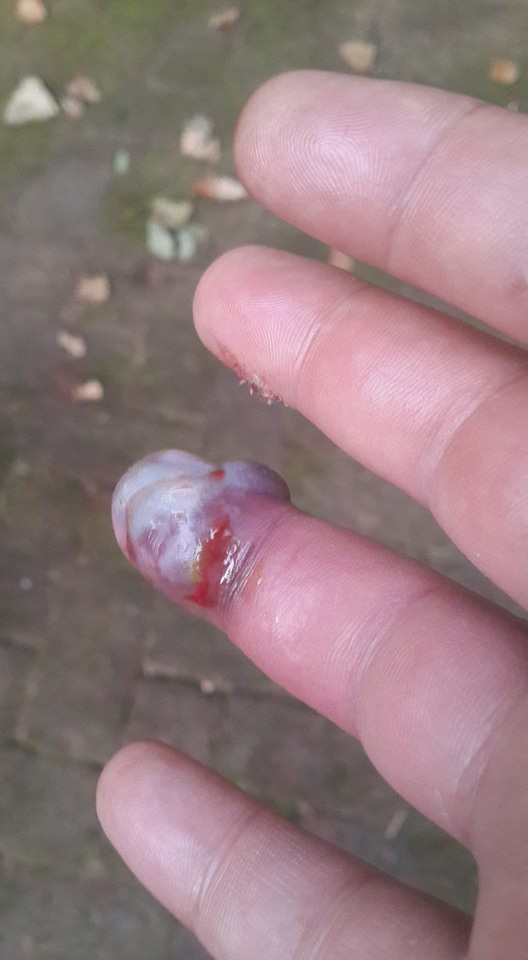

Kevésbé erős mérgű kígyófaj, sok kígyómarást, de kevés halálesetet dokumentáltak, bár gyerekekre fokozottan veszélyes. Mérge mérsékelten véralvasztó hatású, a megmart részen helyi fájdalom, ödéma keletkezik.
Harapásakor nem is mindig kerül méreg az áldozatba, általában többször kell harapnia, hogy mérget is juttasson a szövetekbe. A felnőtt emberre halálos méregadag 100 mg körüli.

## Tartása
Hosszú életűek, akár 30 évig is élhetnek. Fogságban megelégednek egy 26 C°-os hőmérsékletű, jól szellőző, egyszerű, tőzeggel borított terráriummal. Gond nélkül elfogyasztják a halott egeret, patkányt.

## Alfajai
- Déli rezesfejű mokaszinkígyó (Agkistrodon contortrix contortrix) (Carl von Linné, 1766)
- Szélessávos rezesfejű mokaszinkígyó (Agkistrodon contortrix laticinctus) (Gloyd & Conant, 1934)
- Északi rezesfejű mokaszinkígyó (Agkistrodon contortrix mokasen) (Palisot de Beauvois, 1799)
- Osage-i rezesfejű mokaszinkígyó (Agkistrodon contortrix phaeogaster) (Gloyd, 1969)
- Trans Pecos-i rezesfejű mokaszinkígyó (Agkistrodon contortrix pictigaster) (Gloyd & Conant, 1943)[7][8]

Az öt alfaj megfelelő mennyiségű morfológiai különbséggel rendelkezik, hogy fel lehessen ismerni őket. Mérgük erőssége alfajonként változó.
|  |  |  |

|  |  |